# Super Tennis (videogioco 1985)
Super Tennis (グレートテニス?, Great Tennis) è un videogioco sportivo sviluppato e pubblicato da SEGA per Sega Master System.